# Josip Alebić
Josip Alebić (ur. 7 stycznia 1947 w Hrvacach, zm. 8 marca 2021 w Jesenicach) – chorwacki lekkoatleta reprezentujący Jugosławię.

## Lata młodości
W młodości trenował bieg na 60 m, skok w dal i piłkę nożną.

## Kariera
Rozpoczął karierę w 1962 roku, kiedy wstąpił do klubu ASK Split, który reprezentował przez całą karierę.
Trzykrotnie startował na igrzyskach olimpijskich. W 1972 odpadł w pierwszej rundzie zmagań w biegu na 400 m i sztafecie 4 × 400 m, w 1976 odpadł w ćwierćfinale biegu na 400 m, a w 1980 zakończył rywalizację w biegu na 400 m na ćwierćfinale, a w sztafecie 4 × 400 m na pierwszej rundzie.
W 1975 został halowym wicemistrzem Europy w biegu na 400 m z czasem 49,04 s, a także wywalczył dwa medale igrzysk śródziemnomorskich: złoty w biegu na 400 m z czasem 46,44 s i złoty w sztafecie 4 × 400 m. W 1977 zdobył srebrny medal pucharu świata w sztafecie 4 × 400 m oraz został chorwackim sportowcem roku. W 1979 zdobył dwa medale igrzysk śródziemnomorskich: srebrny w sztafecie 4 × 400 m oraz brązowy w biegu na 400 m z czasem 46,24 s.
Siedmiokrotny mistrz Bałkanów w biegu na 400 m z lat 1972–1977 i 1980, wicemistrz z 1981 oraz dwunastokrotny mistrz Bałkanów w sztafetach. Trzykrotny mistrz Jugosławii w biegu na 200 m z lat 1975–1977 i ośmiokrotny w biegu na 400 m z lat 1972, 1974–1977 i 1979–1981. 70 razy reprezentował Jugosławię w meczach międzynarodowych.
Zakończył karierę w 1981 roku. Po zakończeniu kariery pozostał w klubie ASK Split, którego był sekretarzem. W 2012 otrzymał nagrodę miasta Split za całokształt kariery. W 2013 wyróżniony nagrodą Franjo Bučara za całokształt kariery.

### Rekordy życiowe
- 400 m – 45,86 s (Ankara, 11 września 1977)[17]

## Życie osobiste
Syn Stipe i Ivy z d. Vidić. Żonaty z Nadą Mekinić, z którą miał córkę i syna. Miał także wnuczkę Anę. Jego syn Goran również trenował lekkoatletykę, ale ostatecznie zrezygnował z uprawiania sportu.